# Dennis Larry Staaf
Dennis Larry Staaf, född 24 juli 1967 i Göteborg, är en svensk trumslagare, numera i bandet Attentat.

## Karriär
Hårt slående Larry tog över trumpallen i Attentat efter Paul Schöning våren 2015. Han har en bakgrund som trumslagare i Psychotic Youth, Peter Dolving, Ellen Jamesians (med Per Dahlberg) och Alias Smith & Jones; de två sistnämnda med Attentatmedlemmar.
Han är också den trumslagare som finns med på hyllningsplattan till fotbollslaget Gais, ”Gårdakvarnen mal igen” (1997). Som förebilder har han Clem Burk, Taylor Hawkins och Manu Katche. 